# Älganäsdammen
Älganäsdammen är en sjö i Alvesta kommun i Småland och ingår i Mörrumsåns huvudavrinningsområde.